# والتر هاردينغ
والتر هاردينغ (بالإنجليزية: Walter Harding)‏ هو كاتب أمريكي، ولد في 1917، وتوفي في 10 أبريل 1996.